# Ospedalieri di Santo Spirito

La croce doppia biforcata dell'ordine associata alla colomba dello Spirito Santo

Gli Ospedalieri di Santo Spirito (o anche Ordine di Santo Spirito) furono fondati attorno al 1175 da Guido di Montpellier e approvati nel 1198 da papa Innocenzo III, che affidò loro l'ospedale di Santa Maria (detto poi di Santo Spirito) in Sassia. Il ramo maschile dell'ordine fu soppresso da papa Pio IX nel 1847.

## Storia

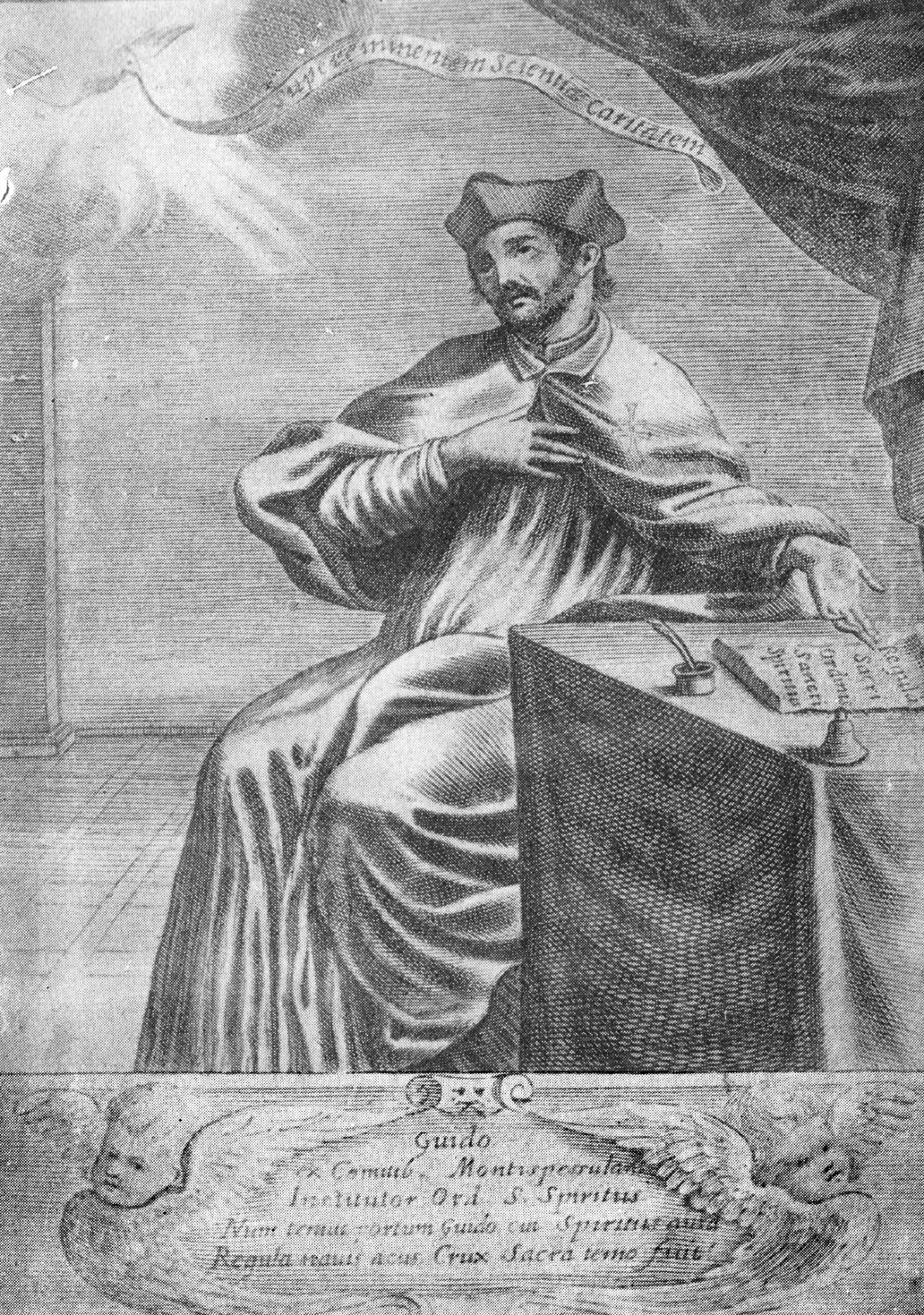
Guido di Montpellier, fondatore dell'ordine

Le origini dell'ordine risalgono alla casa ospedaliera di Santo Spirito aperta da Guido a Montpellier verso il 1175.
Guido associò a sé alcuni compagni, chierici e laici professi, che lo assistessero nel governo dell'ospedale e nel servizio ai poveri e ai bisognosi. Il fine della comunità era l'ospitalità, ministero che abbracciava tutte le opere di misericordia.
Gli ospedalieri di Santo Spirito godettero del potente sostegno di papa Innocenzo III: con la bolla Hiis praecipue del 22 aprile 1198 il pontefice raccomandò la comunità agli arcivescovi, ai vescovi e a tutti gli altri prelati, chiedendo loro di concedere loro il permesso di fondare cimiteri ed edificare chiese o oratori presso i loro ospedali (richiesta rinnovarta con la bolla Cum sitis del 1º luglio 1203).
Il 23 aprile 1198 gli ospedalieri ricevettero da papa Innocenzo III un'altra bolla, la Religiosam vitam eligentibus, con cui il papa approvava l'ordine degli ospedalieri di Santo Spirito e poneva sotto la protezione apostolica l'ospedale di Santo Spirito e tutti i suoi terreni, case e possedimenti a Montpellier e in altri luoghi.

### Santo Spirito in Sassia
Tra il 1198 e il 1201 papa Innocenzo III fondò a Roma, in Saxia (ovvero presso l'antica sede della Schola Saxonum, la foresteria creata dal re Ine per accogliere i pellegrini che giungevano a Roma dal Wessex) un nuovo ospedale, detto originariamente di Santa Maria (prese il titolo di Santo Spirito solo nel Cinquecento). Con la bolla Cupientes pro plurimis del 10 dicembre 1201, papa Innocenzo III affidò l'ospedale a Guido e ai suoi religiosi.
Con la bolla Inter opera pietatis del 19 giugno 1204 papa Innocenzo III unì l'ospedale di Santo Spirito di Montpellier a quello di Santa Maria in Saxia: uno solo sarebbe stato il maestro di entrambi gli ospedali e li avrebbe visitati annualmente. Il maestro era esente dalla giurisdizione di qualsiasi prelato. L'ordine era tenuto ad assicurare la presenza in Santa Maria in Saxia di almeno quattro chierici.
Il 3 gennaio 1208 papa Innocenzo III, con la bolla Ad commemorandas nuptias, istituì una stazione sacra nella chiesa dell'ospedale e fissò come data della celebrazione annuale la domenica successiva all'ottava dell'Epifania: in tale giorno la liturgia della Messa prevedeva la lettura del racconto evangelico delle nozze di Cana. Il papa e i cardinali erano tenuti ad assistere alla stazione sacra e quanti vi assistevano erano esortati a contribuire con le loro elemosine alle opere dell'ospedale. Da San Pietro in Vaticano partiva una processione che recava il velo della Veronica e raggiungeva la chiesa di Santa Maria in Saxia dove, al termine della celebrazione si distribuivano tre denari a ciascuno dei 300 ricoverati nell'ospedale e altri tre a ciascuno dei 1000 poveri che venivano da fuori (un denaro era per comprare il pane, un altro per il vino e il terzo per la carne).

### Espansione dell'ordine

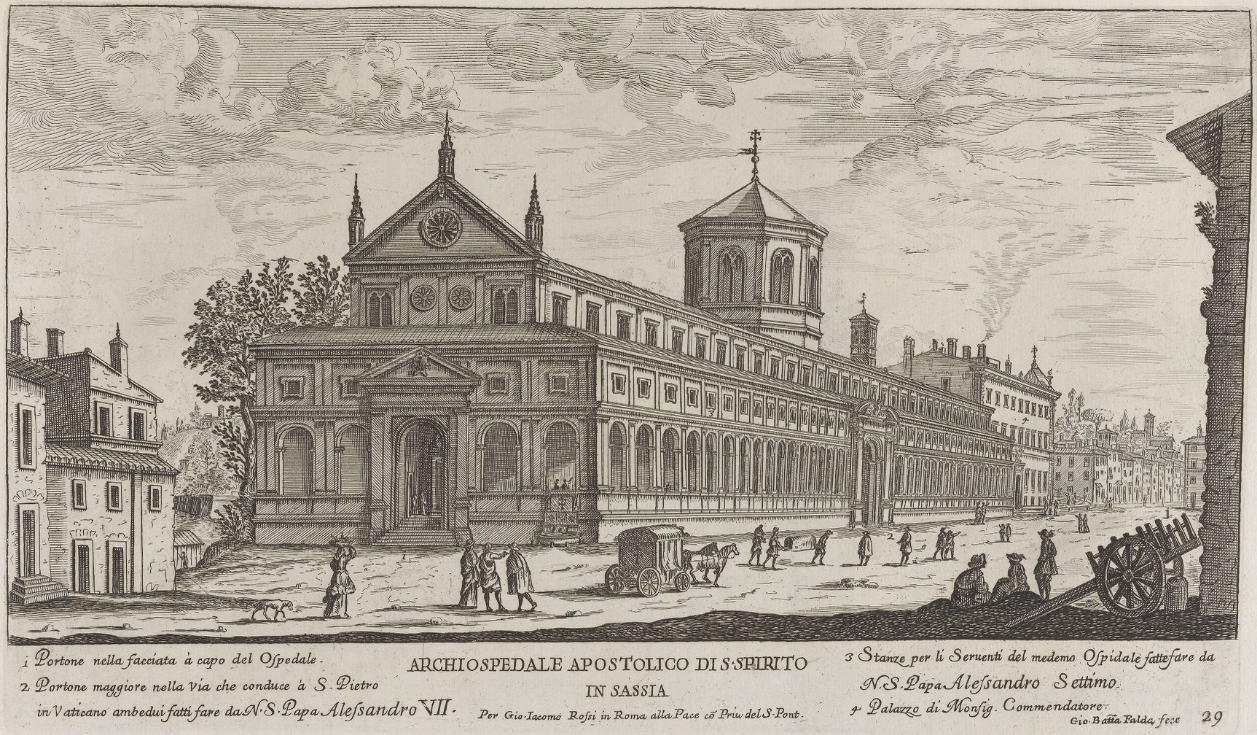
L'arcispedale di Santo Spirito in Sassia

Nel 1198, all'epoca dell'approvazione pontificia dell'ordine, gli ospedalieri contavano nove case in Francia (Montpellier, Marsiglia, Millau, Clapier, Mèze, Vieille-Brioude, Barjac, Cazères e Troyes) e due a Roma (una attigua a Santa Maria in Trastevere e una a Sant'Agata, presso porta San Pancrazio).
Nel corso del Duecento si diffusero anche in Germania, Polonia e Spagna, ma anche in Danimarca, Svezia e Norvegia. Tra il Tre e il Quattrocento si ebbero fondazioni in Portogallo, Irlanda e Ungheria.
Fino al Cinquecento si ebbero approssimativamente 738 fondazioni, ma con la diffusione del protestantesimo l'ordine iniziò a declinare.
Numerosi ospedali fondati nelle Americhe ottennero di essere aggregati a quello di Santo Spirito a Roma (Santo Domingo, Cali in Colombia nel 1551, Città del Messico e Cusco nel 1560, Lima nel 1585), ma questa forma di unione non comportava necessariamente che gli ospedalieri di queste istituzioni passassero all'Ordine di Santo Spirito.

### Decadenza e soppressione
Il passaggio di vaste regioni d'Europa alla fede protestante comportò la scomparsa dell'ordine in queste zone. La necessità di assicurare un conveniente numero di religiosi alle numerose case dell'ordine, poi, causò un allentamento dei criteri di reclutamento e formazione dei nuovi membri; sotto papa Leone X, infine, l'ordine cadde sotto il regime della commenda (il primo maestro commendatario dell'ordine fu Alessandro de' Neroni, creato monsignore nel 1515) e il suo governo fu affidato a ecclesiastici del tutto disinteressati alla disciplina regolare.
In numerose case, si iniziò a fare un cattivo uso delle ricche elemosine e dei lasciti che l'ordine riceveva: invece di essere destinati a poveri e infermi, non pochi religiosi se ne servivano per condurre una vita languida. Tale fenomeno fu particolarmente rilevante in Francia, dove i religiosi adottarono lo status di istituzione cavalleresca e, nel 1672, furono uniti all'ordine di San Lazzaro.

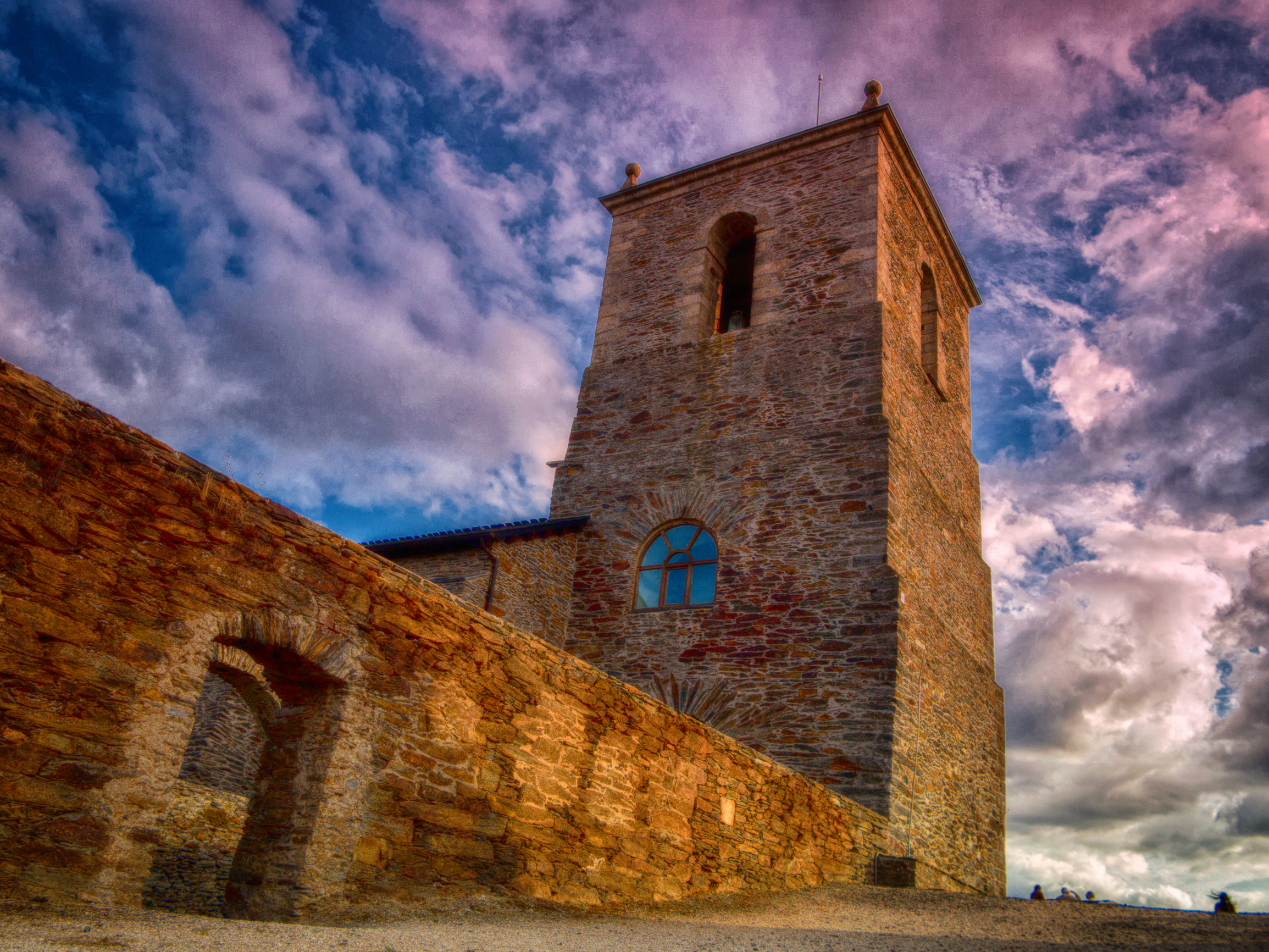
Nuestra Señora de la Peña, presso Congosto

Si ebbero alcuni tentativi di riforma. Nel 1601 Gabriele de Aller, cappellano del romitorio di Nuestra Señora de la Peña, presso Congosto, trasformò il suo santuario con annesso ospizio in un convento di ospedalieri di Santo Spirito riformati. Egli ripristinò lo spirito primitivo, l'osservanza regolare e l'ideale specifico dell'ordine; fu anche nominato vicario generale e visitatore in tutti i regni della Spagna e delle Indie, ma dopo la sua morte (1619) la sua comunità smise di essere un centro propulsore per la riforma di altri conventi.
In Francia l'ordine smise di esistere con la rivoluzione; in Portogallo fu soppresso nel 1834 e in Polonia nel 1840.
Papa Leone XII promosse una riforma dell'ordine e scelse per metterla in atto il passionista Gioacchino dello Spirito Santo: il passionista redasse una nuova regola dell'ordine, approvata nel 1829, e il pontefice intendeva escardinarlo dalla sua congregazione per nominarlo maestro generale di Santo Spirito, affiancandogli religiosi provenienti dall'ordine dei fatebenefratelli. Con la morte di Leone XII tale progetto non prese forma e il nuovo pontefice, Pio VIII, non volle consolidare la riforma.
Ridotto a una decina di membri, l'ordine fu soppresso da papa Pio IX con la bolla Inter plurima del 1º luglio 1847.
Il ramo femminile delle Ospitaliere di Santo Spirito sopravvisse: le religiose degli ospedali di Poligny e Neufchâteau andarono a costituire due congregazioni di diritto diocesano di Suore di Santo Spirito alle dipendenze dei vescovi, rispettivamente, di Saint-Dié e Saint-Claude; le religiose dell'ospedale di Cracovia formarono una congregazione di diritto pontificio di "canonichesse dello Spirito Santo in Sassia"; nei conventi di ospitaliere sopravvissuti in Spagna, invece, furono introdotte la clausura e i voti solenni e nel 1958 i loro quattro monasteri di "commendatrici" furono riuniti dalla Santa Sede in una federazione.

## Organizzazione
I membri dell'ordine seguivano sin dalle origini la regola di sant'Agostino (si consideravano canonici regolari di Sant'Agostino) affiancata da delle costituzioni, la Regula sive statuta hospitalis Sancti Spiritus, con norme tratte in parte dalle costituzioni degli ospitalieri di San Giovanni di Gerusalemme.
La natura clericale e canonicale dell'ordine fu rafforzata da papa Pio V che, con la bolla Ex supernae dispositionis del 1º settembre 1571, concesse a Santo Spirito in Sassia il titolo di arcispedale e confermò ai religiosi lo statuto di canonici o chierici regolari.
Accanto a quello dei religiosi, esisteva un ramo femminile di ospedaliere di Santo Spirito e spesso nello stesso ospedale vivevano, i reparti separati, una comunità di religiose e una di religiosi sotto la guida del medesimo superiore; esisteva poi la categoria degli oblati, che non erano propriamente religiosi ma prendevano parte alla vita della comunità.
I superiori locali e generale portavano il titolo di maestro, ma erano detti anche precettori, rettori o commendatori. Il maestro generale era, al contempo, maestro degli ospedali di Santo Spirito in Sassia e di Montpellier.
Il capitolo generale dell'ordine si celebrava annualmente a Roma nel giorno di Pentecoste e vi prendevano parte i religiosi della comunità di Roma, i precettori delle case affiliate direttamente a Santo Spirito in Sassia e i precettori delle case magistrali, cioè che avevano filiali. In ogni comunità si teneva settimanalmente un capitolo locale.
Oltre ai tre voti comuni a tutti i religiosi (povertà, obbedienza, castità), gli ospedalieri di Santo Spirito ne emettevano un quarto: di servire i poveri e gli infermi e di amministrare fedelmente i beni.

## Simbolo e abito

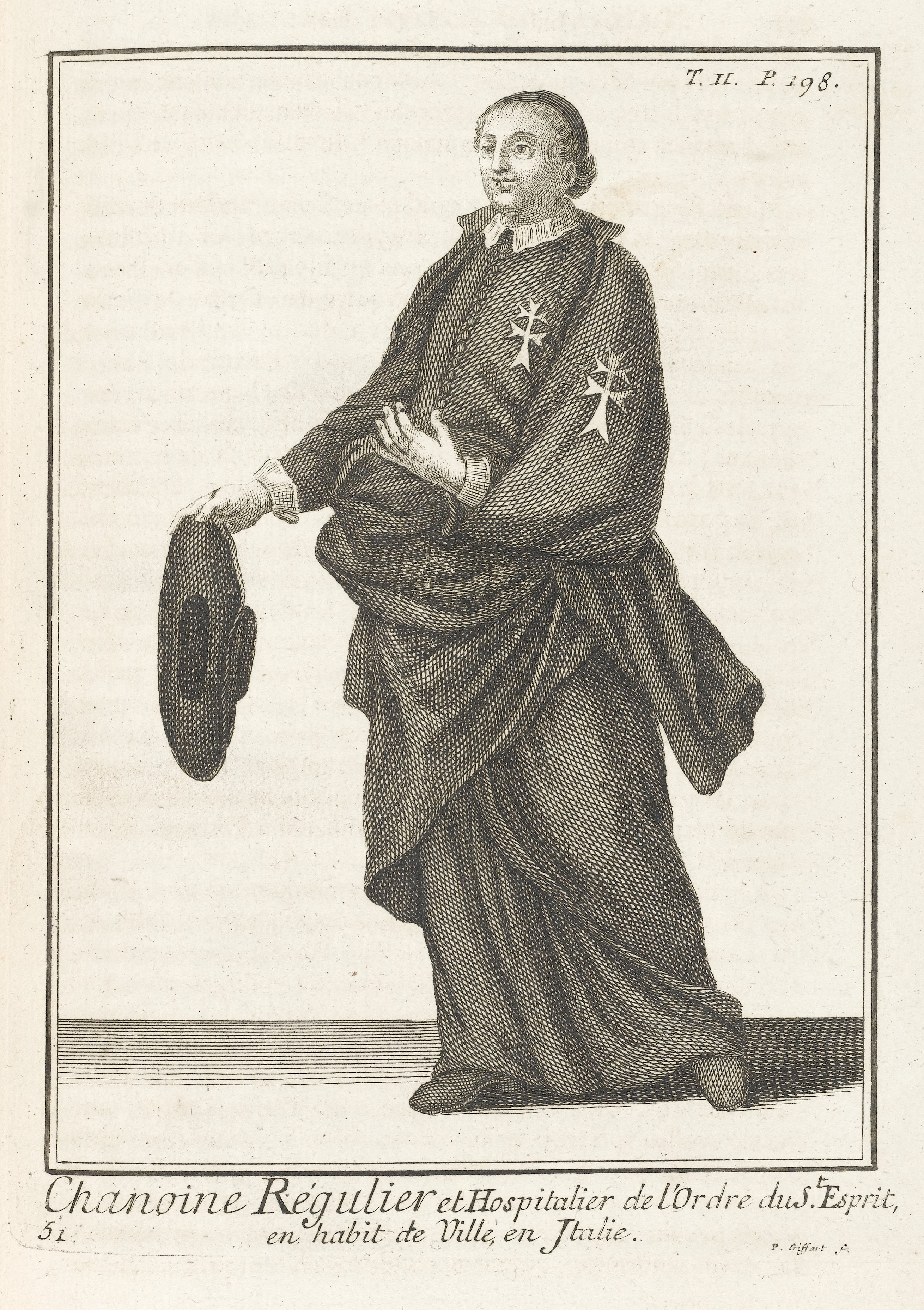
Canonico regolare dell'ordine

Il simbolo dell'ordine era una croce doppia biforcata di colore bianco, costituita da un'asta verticale e due aste orizzontali, di cui quella superiore poco più corta di quella inferiore, con due punte alle due estremità di ogni asta (per un totale di dodici punte). Sulla parte superiore dell'asta verticale appariva in genere la colomba, simbolo dello Spirito Santo.
Nel corso dei secoli furono fornite varie interpretazioni sul significato di questa croce: per alcuni l'asta orizzontale superiore simboleggiava il quarto voto di servire i poveri e gli infermi, il resto i tre voti comuni a tutti i religiosi; per altri le dodici punte rappresentavano i dodici apostoli che annunciavano al mondo la Croce di Cristo; secondo altri ancora la croce era doppia perché simboleggiava la croce del Salvatore e quella di ogni cristiano, oppure il duplice impegno di lavorare per la propria salvezza e per il conforto dei fratelli.
I religiosi dell'ordine indossavano una talare nera lunga fino alle caviglie con la croce dell'ordine in bianco ricamata sul petto. Più spesso i membri dell'ordine indossavano solo un mantello nero con l'insegna dell'ordine sul lato sinistro, all'altezza del cuore; sotto al mantello portavano un abito normale che era, generalmente, rosa per i chierici e azzurro per i laici.
Dopo il 1565 i religiosi adottarono un semplice abito ecclesiastico nero con la croce doppia biforcata bianca sul petto, che rimase l'elemento essenziale della loro uniforme.

## Spiritualità
La spiritualità dell'ordine era incentrata sulla devozione allo Spirito Santo, fonte d'ogni consolazione. I religiosi chierici erano tenuti alla recita corale dell'ufficio divino, considerato come il momento più favorevole per ricevere lo Spirito Santo, ricordando la sua discesa sulla Vergine e gli apostoli riuniti nel cenacolo. Anche il culto mariano era tenuto in grande considerazione perché la Vergine era considerata "sposa dello Spirito Santo" e  "madre di misericordia", al cui servizio i religiosi erano dedicati.
Il 18 maggio 2024, con la lettera apostolica Fide incensus, papa Francesco ha concesso agli ordini, alle congregazioni e alle comunità ispirate al carisma di Santo Spirito in Sassia il culto liturgico del fondatore con il titolo di beato.